# Kanton Villers-Farlay
Kanton Villers-Farlay (francouzsky Canton de Villers-Farlay) je francouzský kanton v departementu Jura v regionu Franche-Comté. Tvoří ho 11 obcí.

## Obce kantonu
- Chamblay
- Champagne-sur-Loue
- Cramans
- Écleux
- Grange-de-Vaivre
- Mouchard
- Ounans
- Pagnoz
- Port-Lesney
- Villeneuve-d'Aval
- Villers-Farlay